# Giuse Quách Nhã Thạch
Giuse Quách Nhã Thạch C.D.D. (1906–1995; tiếng Trung: 郭若石; tiếng Anh: Joseph Guo Ruo-shi (Kuo Joshih)) là một giám mục người Trung Quốc phục vụ tại Đài Loan của Giáo hội Công giáo Rôma. Ông nguyên là Tổng giám mục Tổng giáo phận Đài Bắc, Chủ tịch Hội đồng Giám mục Trung Quốc (Đài Loan) và Bề trên Dòng Môn đệ Chúa Kitô. Ngoài ra, ông cũng tham dự Công đồng Vaticanô II trong cả bốn giai đoạn với vai trò là một nghị phụ.

## Tiểu sử
Tổng giám mục Quách Nhà Thạch sinh ngày 11 tháng 2 năm 1906 tại Kaojen, thuộc Trung Quốc. Sau quá trình tu học dài hạn tại các cơ sở chủng viện theo quy định của Giáo luật, ngày 28 tháng 12 năm 1931, Phó tế Quách tiến đến việc được truyền chức linh mục. Tân linh mục 26 tuổi, là thành viên linh mục đoàn dòng Môn đệ Chúa Kitô [nguyên văn:Congregation of the Disciples of the Lord, viết tắt C.D.D.]. Từ tháng 6 năm 1937 đến ngày 25 tháng 1 năm 1948, ông đảm đương vị trí về trên Dòng Môn đệ Chúa Kitô. Ngày 13 tháng 6 năm 1950, linh mục Quách được chọn làm Đại diện Tông Tòa Hạt Đại diện Tông Tòa Đài Bắc.
Hai năm sau đó, ngày 7 tháng 8 năm 1952, Tòa Thánh nâng Hạt đại diện Tông Tòa Đài Bắc thành Tổng giáo phận Đài Bắc, đồng thời, chọn Phủ doản Tông Tòa Giuse Quách Nhã Thạch, 46 tuổi, làm Tổng giám mục chính tòa Tổng giáo phận này. Vị giám mục tân cử đã được cử hành các nghi lễ để truyền chức sau đó vào ngày 26 tháng 10 cùng năm, bởi ba giáo sĩ cấp cao chủ sự. Chủ phong cho vị Tân Tổng  giám mục Đài Bắc là Tổng giám mục Antonio Riberi, Sứ thần Tòa Thánh tại Trung Quốc. Hai giám mục phụ phong gồm Giám mục Giuse Maria Viên Khắc Trị (Marie Yüen K'ai-chih (Ching Ping)), Giám mục chính tòa Giáo phận Trú Mã Điếm (Zhumadian) và Giám mục chính tòa Giáo phận Chính Định (Zhengding) Giacôbê Trần Khải Minh (Job Chen Chi-ming (Ki-meng)), C.M..
Ngày 4 tháng 12 năm 1959, ông từ nhiệm vị trí Tổng giám mục, dù chỉ mới 54 tuổi, Tòa Thánh đặt ông làm Tổng giám mục Hiệu tòa Salamis. Tuy đã từ nhiệm, nhưng ông cũng tham dự đầy đủ Công đồng Vaticanô II, với vai trò là một nghị phụ. Ngoài ra, từ năm 1954 đến năm 1962, ông lại một lần nữa trở thành Bề Trên Dòng Môn đệ Chúa Kitô.
Ngoài các chức danh chính, ông còn đảm nhận vai trò Phó Chủ tịch Hội đồng Giám mục Trung Quốc từ ngày 13 tháng 4 năm 1971 đến năm 1978 và Chủ tịch Hội đồng này trong các khoảng thời gian từ năm 1967 đến ngày 13 tháng 4 năm 1971 và từ năm 1978 đến ngày 19 tháng 4 năm 1979.
Ngày 18 tháng 12 năm 1995, ông qua đời, thọ 89 tuổi.